# Chloromachia infracta
Chloromachia infracta är en fjärilsart som beskrevs av Alfred Ernest Wileman. Chloromachia infracta ingår i släktet Chloromachia och familjen mätare. Inga underarter finns listade i Catalogue of Life.